# 帕斯夸莱·拉拉焦内
帕斯夸莱·拉拉焦内（義大利語：Pasquale La Ragione，1943年11月28日—），意大利击剑运动员。他曾代表意大利参加1964年和1968年夏季奥林匹克运动会击剑比赛，两届比赛均未能收获奖牌。